# Kanton Seyssel (Ain)
Seyssel is een voormalig kanton van het Franse departement Ain. Het kanton maakte deel uit van het arrondissement Belley.

## Geschiedenis
Het kanton werd op 22 maart 2015 opgeheven. De gemeente Chanay werd opgenomen in het kanton Bellegarde-sur-Valserine, dat in 2020 werd hernoemd naar kanton Valserhône, en de rest in het kanton Hauteville-Lompnes

## Gemeenten
Het kanton Seyssel omvatte de volgende gemeenten:
- Anglefort
- Chanay
- Corbonod
- Culoz
- Seyssel (hoofdplaats)